# Future Days
Future Days — четвертий студійний альбом німецького експериментального рок-гурту Can, випущений у 1973 році. Це був останній альбом Can за участю японського вокаліста Дамо Сузукі, який демонструє більш атмосферне звучання, ніж їхні попередні релізи.

## Зміст

### Музика
На Future Days Can висуває на перший план ембієнт-елементи, які вони досліджували на попередніх альбомах, відмовляючись від традиційних структур рок-пісень і натомість «створюючи туманні, експансивні звукові пейзажі, в яких домінують просочувані ритми і викликають асоціації шари клавіш». PopMatters писали, що «здається, ніби Future Days підганяє прибережний бриз, випромінюючи більш приємний, розслаблений настрій, ніж будь-що з того, що гурт записував раніше».

### Обкладинка
На обкладинці альбому посередині зображено знак літери Псі (намальований у тому ж стилі, що й шрифт, використаний для обкладинки) та символ Книги змін — дзень/казан під назвою. Графіка навколо обкладинки виконана в стилі югенстилю.
Деякі версії вінілового альбому мають дещо іншу обкладинку, в якій графіка не має легкого тиснення, або ж золотий відтінок, що злегка відбиває світло, замінено на рівний жовтий. Ці відмінності також присутні на CD-релізах. Хоча не всі версії обкладинок повністю ідентичні, треки не відрізняються на жодній з версій.

## Відгуки критиків
У сучасній рецензії Ян Макдональд з NME високо оцінив альбом, вважаючи його "бездоганною роботою, найкращим німецьким рок-альбомом, якщо не брати до уваги Faust, і дійшов висновку, що це «чиста хороша музика, яку легко зрозуміти і насолодитися нею будь-кому, хто має вуха на голові. Забудьте про ярлик „краут-рок“. Забудьте, як ви повинні реагувати.» Рей Фокс з Disc дав негативну рецензію, заявивши, що альбом «не робить нічого такого, що вже не було зроблено, часто до смерті, раніше», при цьому зазначивши, що «деякі речі досить гарні, музика добре зіграна, добре розподілена і не зашифрована, але навіть після півдюжини прослуховувань я все одно виявив, що більша частина входить в одне вухо і виходить з іншого.» NME поставив його на 11-е місце серед найкращих альбомів 1974 року.
У ретроспективному огляді, Ентоні Тогнацціні з AllMusic назвав його «шалено прогресивним, заспокійливим, складним, інтенсивним і красивим одночасно» і «одним з найбільш повністю реалізованих і тривалих досягнень Can». Він також похвалив вокальні партії Сузукі, описані як «з мінімальною кількістю текстур і відтінків», як «найбільш натхненні», а трек «Bel Air» назвав «чудовим експансивним музичним твором, який розвивається майже непомітно, раптово закінчуючись рівно через 20 хвилин».

## Нагороди
| Публікації/джерела | Нагороди                                         | Рік  | Позиція |
| ------------------ | ------------------------------------------------ | ---- | ------- |
| Uncut              | «200 Greatest Albums of All Time»                | 2016 | 121     |
| Rolling Stone      | «50 Greatest Prog Rock Albums of All Time»       | 2015 | 8       |
| Tom Moon           | «1,000 Recordings to Hear Before You Die»        | 2008 | -       |
| GQ                 | «The 100 Coolest Albums in the World Right Now!» | 2005 | 70      |
| Pitchfork          | «Top 100 Albums of the 1970s»                    | 2004 | 56      |
| Stylus             | «Top 101—200 Albums of All Time»                 | 2004 | 160     |
| Mojo               | «The 100 Greatest Albums Ever Made»              | 1995 | 62      |

## Трек-лист
Автор музики і слів Хольгер Чукай, Міхаель Каролі, Яки Лібецайт, Ірмін Шмідт and Дамо Сузукі. 
| Сторона A | Сторона A     | Сторона A  |
| #         | Назва         | Тривалість |
| --------- | ------------- | ---------- |
| 1.        | «Future Days» | 9:34       |
| 2.        | «Spray»       | 8:28       |
| 3.        | «Moonshake»   | 3:02       |

| Сторона B | Сторона B                   | Сторона B  |
| #         | Назва                       | Тривалість |
| --------- | --------------------------- | ---------- |
| 1.        | «Bel Air" / "Spare a Light» | 20:00      |
| 41:04     |                             |            |

## Персоналії
Can
- Хольгер Чукай — бас-гітара, контрабас
- Міхаель Каролі — гітара, скрипка
- Яки Лібецайт — барабани, перкусія
- Ірмін Шмідт — клавішні, синтезатори
- Дамо Сузукі — вокал, перкусія